# Landon Ferraro
Landon Christopher Ferraro, född 8 augusti 1991 i Trail, British Columbia, är en kanadensisk professionell ishockeyspelare som spelar för St. Louis Blues i National Hockey League (NHL). Han har tidigare spelat på NHL-nivå för Detroit Red Wings och Boston Bruins och på lägre nivåer för Grand Rapids Griffins i American Hockey League (AHL) och Red Deer Rebels i Western Hockey League (WHL).
Ferraro blev draftad i andra rundan i 2009 års draft av Detroit Red Wings som 32:a spelare totalt.
Hans far är Ray Ferraro som spelade fler än 1 000 NHL-matcher mellan 1984 och 2002 och sin styvmor är Cammi Granato, som anses vara en av de bästa amerikanska damishockeyspelarna genom tiderna. Sin styvmorbror är den före detta ishockeyspelaren Tony Granato som spelade också i NHL (1988-2001).

## Statistik
| 2006–2007  | Vancouver NW Giants   | BC MML     | 25  | 21 | 13 | 34  | 77  | —  | — | —  | —  | —  |
|            | Red Deer Rebels       | WHL        | 4   | 0  | 0  | 0   | 0   | 1  | 0 | 0  | 0  | 0  |
| 2007–2008  | Red Deer Rebels       | WHL        | 54  | 13 | 11 | 24  | 65  | —  | — | —  | —  | —  |
| 2008–2009  | Red Deer Rebels       | WHL        | 68  | 37 | 18 | 55  | 99  | —  | — | —  | —  | —  |
| 2009–2010  | Red Deer Rebels       | WHL        | 53  | 16 | 30 | 46  | 55  | 3  | 0 | 0  | 0  | 2  |
|            | Grand Rapids Griffins | OJHL       | 2   | 0  | 0  | 0   | 0   | —  | — | —  | —  | —  |
| 2010–2011  | Evertett Silvertips   | AHL        | 41  | 10 | 17 | 27  | 51  | 4  | 0 | 3  | 3  | 13 |
| 2011–2012  | Grand Rapids Griffins | AHL        | 56  | 9  | 11 | 20  | 47  | —  | — | —  | —  | —  |
| 2012–2013  | Grand Rapids Griffins | AHL        | 72  | 24 | 23 | 47  | 44  | 24 | 5 | 11 | 16 | 11 |
| 2013–2014  | Detroit Red Wings     | NHL        | 4   | 0  | 0  | 0   | 2   | —  | — | —  | —  | —  |
|            | Grand Rapids Griffins | AHL        | 70  | 15 | 16 | 31  | 52  | 9  | 1 | 2  | 3  | 2  |
| 2014–2015  | Detroit Red Wings     | NHL        | 3   | 1  | 0  | 1   | 0   | 7  | 0 | 0  | 0  | 2  |
|            | Grand Rapids Griffins | AHL        | 70  | 27 | 15 | 42  | 61  | —  | — | —  | —  | —  |
| 2015–2016  | Detroit Red Wings     | NHL        | 10  | 0  | 0  | 0   | 7   | —  | — | —  | —  | —  |
|            | Boston Bruins         | NHL        | 58  | 5  | 5  | 10  | 20  | —  | — | —  | —  | —  |
| NHL totalt | NHL totalt            | NHL totalt | 75  | 6  | 5  | 11  | 29  | 7  | 0 | 0  | 0  | 2  |
| AHL totalt | AHL totalt            | AHL totalt | 270 | 75 | 65 | 140 | 204 | 33 | 6 | 13 | 19 | 13 |
| WHL totalt | WHL totalt            | WHL totalt | 220 | 76 | 76 | 152 | 270 | 8  | 0 | 3  | 3  | 15 |